# Valeriana catharinensis
Valeriana catharinensis là một loài thực vật có hoa trong họ Kim ngân. Loài này được Graebn. miêu tả khoa học đầu tiên..